# メディアにおけるセクシュアルマイノリティの描写
メディアにおけるセクシュアルマイノリティの描写（メディアにおけるセクシュアルマイノリティのびょうしゃ）では、メディアにおいてセクシュアルマイノリティがどのように表現されてきたかを扱う。

## 概要
レズビアン、ゲイ、両性愛やトランスジェンダーの人々は、非同性愛者またはシスジェンダーの人々と一般的に見分けはつかないが、LGBTの人々についてのメディア描写では、目に見えて行動の点で異なるかのようにしばしば表現される。例えばよくあるエンターテインメントの形式として、ゲイの男性は、性関係を無差別に持ち、けばけばしくて、出しゃばりだと表現されるが、一方でその逆はレズビアンの描写にしばしば該当する。トランスジェンダーや両性愛の人々についてのメディア表現は、全くないか、あるいは道徳的に堕落していたり精神的に不安定であるように描写されるかの、どちらかの傾向にある。人種や地域、社会階級を主題とした戯画と同じように、これらのステレオタイプな描写は、主流から外れて誤解された集団を、おとしめたりないがしろにしたりする。
ゲイやレズビアンの家族は一般的にメディアにおいて誤って伝えられる。なぜなら社会では、しばしば性的指向は、生殖するための能力と同一視されるからである。例えば、ゲイやレズビアンの登場人物は映画に登場する主人公であることはめったになく、彼ら彼女らはしばしばステレオタイプな脇役の登場人物か、犠牲者または悪者の役を演じる。
メディアの描写はLGBTのコミュニティに利益と不利益の両方をもたらしている。小説Vice Versaや エレン・デジェネレスによるカミングアウトのように、同性愛者のコミュニティに対する画期的な出来事のおかげで、他のLGBTが、同性愛者であることを明かしたり、より自分らしくいられるようになっている。
この新しいメディアからの受容は接触仮説、別名集団間の接触理論によって部分的に説明される。同性愛者の受容を推し進める番組が増えれば、LGBTのコミュニティのより正しい表現を見ることが可能となる。

## 歴史

### 20世紀のアメリカ

#### 20世紀初頭
最初の同性のふれ合いの表現は1895年、エジソンの短編無声映画、The Gay Brothersの中にあった。20紀初頭を通じて同性愛は稀だったけれども、それが表現される際は、喜劇的な工夫として用いられた。例として、1923年のスタン・ローレルの無声映画、The Soilersに登場するシシー、つまり「めめしい男」がある。
1930年代に、LGBTの新しく増えた認識や存在がメディアにもたらされた。1934年には、同性愛者についての否定的な描写を減らす試みのもとに、プロダクション・コードの強化がなされたが、しかしながら、これはその活動の発展にはほとんどならなかった。
1930年代-1960年代の間、カトリックに基づく道徳の影響力の増大が見られ、（肯定的であれ否定的であれ）描写は厳しく検閲され、一掃された。同性愛に関する多くの否定的なサブコンテキストは依然として残っており、例えばアルフレッド・ヒッチコックの映画の中にあるように、悪役には邪悪さや疎外感を増すために同性愛のニュアンスが用いられた。
ニュースメディアにおいて、同性愛は明瞭に言及されることはめったになく、しばしば病気、変態性欲もしくは犯罪として描写された。
ポピュラー音楽においては、ブルースの分野でレズビアンに関する楽曲が歌われたり、男性によるドラァグの表現が見られた。

#### ストーンウォールの反乱 (1960代)-1980代
1969年にニューヨークで起こった、ストーンウォールの反乱と呼ばれる一連の暴力的な反乱は、LGBTのコミュニティが直面していた差別に対する抵抗として起こった。これは現代のLGBTの活動のはじまりを示しており、その活動では、特に主流のメディアでLGBTのコミュニティ文化を明確にすることに対する、ますます率先的な見解が表明された。LGBTの活動は、抑圧的な法、警察のいやがらせ、差別に立ち向かうことに始まった 。
ニュースでは、LGBTコミュニティにおける、より明確でまじめな番組が公開され始めていた。1967年に、CBCは同性愛におけるニュース番組を公開した。しかしながらこの番組は、ゲイの男性の否定的なステレオタイプを集めて編集したものであった。1970代は、ABCのThat Certain Summerという番組を含め、メディアにおいて、LGBTのコミュニティに対する可視性の拡大が達成された。この番組は家庭を持っているゲイの男性についてのものであり、またそれは男性とのはっきりとした関係を何も見せなかったが、それは否定的なステレオタイプを含めなかった。
1970年代にはグラムロックや、ポップ・パンクにおけるゲイの音楽シーンが誕生し、そしてそれはデヴィッド・ボウイのようなアーティストを含んでいた。1971年に、マクシーン・フェルドマンは、ニューヨークのオールバニで、彼女にとって初めて同性愛者のデモに参加した後、"Stonewall Nation"と呼ばれる歌を書いた。そして1972年に、彼女は主要な国の政治的な会議への代表として選ばれた、最初のオープンなレズビアンとなった。1970年代はクイアー・ミュージック界で多くの初めてのことが行われた。1973年の"Lavender Country"は、オープンなゲイによる、初めてのカントリー・ミュージックアルバムである（20年後の、ダグ・スティーブンスとジ・アウトバンドによる"Out in the Country"が2枚目である）。

#### 1980年代とエイズの出現
エイズが発生し、ゲイの男性は潜在的にそれに関係するとされていたが、LGBTのコミュニティについての報道、いわばその描写や容認は、各メディア放送局によってさまざまであった。。モラル・マジョリティー、より良いテレビのための連合、アメリカ家族組合などの組織は、肯定な観点でとらえた内で同性愛者を描写した、テレビ番組のスポンサーに対して、ボイコットを組織した。
LGBTのコミュニティについてのメディアの報道は、1980年代の間に場所に応じて、それ故に市場の本質や組織経営に応じて、変化した。例えば、サンフランシスコで、『サンフランシスコ・クロニクル』はオープンなゲイの記者を雇い、LGBTの話題について詳細な記事を新聞に載せた。これは書面で「ゲイ」という言葉を使うことを拒んで、より臨床的な用語と知覚される「ホモセクシュアル」という用語を使用する方を好み、言葉と視覚のどちらの表現形式においても、LGBTの問題の報道を制限し続けた『ニューヨーク・タイムズ』と対照的である。
エイズによって本流のメディアはLGBTのコミュニティの大きな存在を認めざるを得ず、報道は増加した。ニュースの報道は同性愛の接触を通してエイズに感染していなかった「無実の」犠牲者とそうである「有罪の」犠牲者とを区別し始めた。この報道は否定的な観点からLGBTのコミュニティを表現し、平等のための活動の後退とみえた。しかしながら、エイズによってメディアはLGBTのコミュニティをより真剣な観点においてみなすことを余儀なくされた。
1990年代前半から、多くの多様なジャンルに属するクィアの歌手、作詞家、音楽家が現れた。よく知られたクィアのアーティストの一人として、1990年代にヒップホップ界に加わったミシェル・ンデゲオチェロがいる。

## ノンバイナリージェンダーの人々についてのメディア表現
多くのソーシャルメディアサイトが使用者にノンバイナリーとして自己を同定するのを可能にしているという事実にもかかわらず、メディアにおいてノンバイナリージェンダーの認識はめったにない。例えば、2014年初期にフェイスブックによって発表された新しいジェンダーの選択は、ノンバイナリージェンダーの人のための多様に違う選択肢を含んでいる。しかしながら、今日メディアにおけるノンバイナリージェンダーをもつ人々の表現はほとんどないので、ノンバイナリージェンダーだと自己を同定することが、必ずしも今日のメディア表現につながるわけではない。事実、大量のノンバイナリージェンダーのメディア表現がノンバイナリージェンダーによるノンバイナリージェンダーのためのコミュニティで起こっており、そのほとんどが自作のコンテンツであり、多くの場合、コンテンツ制作者自身についてである。